# موج‌باب
موج‌باب (به انگلیسی: Wavebob) یک مبدل انرژی موج است که در بین سال‌های ۱۹۹۹ تا ۲۰۱۳ توسعه پیدا کرد. اولین آزمایش‌های دریایی در خلیج گالوی در ایرلند شروع شد که در حین آن دستگاه را با مقیاس ۴ به ۱ برای دولت تست کرد. این آزمایش در خلیج داخلی واقع در جزایر آران در قسمت موج‌شکن‌ها جایی که دستگاه‌های تحت آزمایش تا ۱/۳ انرژی که از اقیانوس اطلس انتظار داشتند را اندازه‌گیری کردند.

## تکنولوژی
موج‌باب از بالا و پایین رفتن امواج اقیانوس در جهت راه‌اندازی ژنراتورها استفاده می‌کنند. یک اجماع گسترده اما نه یک اجماع جهانی، موارد زیر را صنعت انرژی موج پذیرفتند:
1. بهترین منبع انرژی دور از ساحل است که عمق آ ب از نصف طول موج بیشتر است.
2. سیستم‌های نوسان‌دار راه‌های جذب بهتر از انرژی را نشان می‌دهند.[۵]
3. تورم اقیانوس نسبت به امواج باد محلی ترجیح پذیرترند.
4. دستگاه خود نسبت به بستر دریا واکنش نشان می‌دهد.
5. دستگاه‌های شناور کلاً نسبت به دستگاه‌های مستغرق ارجح ترند.
6. قابلیت بقا و تنظیم (توانایی در وفق دادن با شرایط متفاوت آب و هوایی موج) از اصلی‌ترین نیازمندی‌های طراحی هستند.
7. مدل‌های انرژی موج در مقیاس‌های بزرگ و شبیه به بادنماهای مزارع می‌باشند.

### موج‌باب
موج‌باب شامل ۲ قاعده نوسانی است. این ساختارها می‌بایست در تمام شرایط، توانایی جذب شرایط محیط را داشته باشد و همچنین در برابر شرایط سخت دریایی، مقاوم باشند. این دستگاه‌ها توسط یک سیستم تعدیل، کنترل می‌شوند که می‌توانند به پیش‌بینی ارتفاع موج و قدرت و فرکانس موج پاسخ دهند. مخزن دستگاه (بدنه نیمه مستغرق) آب دربرگرفته در خود را تا بیشترین حد توانایی حجمی خود جذب می‌کند. این مسئله به‌طور چشمگیری هزینه‌های مربوط به مواد ساختاری این موج‌باب را کاهش می‌دهد.
این مسئله به‌طور چشمگیری هزینه‌های مربوط به ساخت این موج‌باب تجارت خود را از طریق مدل نوآوری باز توسعه داده‌است و در همکاری با شرکت‌های پیشرو انرژی نشان داده شد مانند شورون و واتن فال. این شرکت‌ها سرمایه‌گذاری مشترکی را با شرکت واتن فال با نام تن انرژی برای توسعه امواج تجاری مزارع سواحل غرب ایرلند، شروع کرد.

## نقاط عطف شرکت
- ۱۹۹۹ ثبت اختراعات اصلی
- ۲۰۰۱ تأسیس کارخانه
- ۲۰۰۲ آزمایش مخزن ۱/۵۰ در دانشگاه کورک
- ۲۰۰۳ آزمایش مخزن ۱/۲۰ درهانور
- ۲۰۰۴ برگزیده برای carbon trust (چالش انرژی دریایی)
- ۲۰۰۶ اولین آزمایش‌های دریایی ADM1
- ۲۰۰۷ منصوب شدن به مدیر عامل شرکت، در مینوس، موارد خدماتی فنی شورون
- ۲۰۰۸ قرارداد واتن فال R&D
- ۲۰۰۹ آزمایش‌های دریایی SML17، تأسیس تن انرژی توسط jv و واتن فال، قرارداد لاکهید مارتین، کمیسیون اروپایی چارچوب برنامه هفتم قرارداد fb7، €5m
- ۲۰۱۰ قرارداد صدا و فن آوری شیمی دریا، قرارداد مشارکت فنی بین‌المللی ESB، آزمایش‌های SML40، مؤسسه تحقیقاتی دریایی هلند، سرمایه‌گذاری برد گیس در موج‌باب، کمک وزارت مالی انرژی آمریکا
- ۲۰۱۱ شراکت با آبنگوا

## جوایز
- شرکت نوآوری سال – مهندسان ایرلند ،۲۰۰۶
- شرکت نوآوری سبز سال – جوایز سبز، ۲۰۰۸
- تکنولوژی پیشگام انرژی اقیانوس – کنفرانس انرژی دریا، ۲۰۱۰
- ماشین سبز سال، گالری علم ،۲۰۱۰